# 国鉄シキ310形貨車
国鉄シキ310形貨車（こくてつシキ310がたかしゃ）は、1961年（昭和36年）4月4日に三菱重工業にて1両のみ製作された80 トン積み低床式大物車である。車籍は日本国有鉄道であった。
低床式の梁は、溶接構造で組み立てられている。全長は26,000 mm、低床部の長さは5,500 mm、低床部のレール面上高さは780 mmである。荷受梁は枕枠の上部側でも心皿より外側まで伸ばされており、柵を立てて長尺ものの貨物を輸送できるようになっている。台車は、二軸台車を車端側に、三軸台車を車体中央側に備えた合計4台車10軸の構成である。空気ブレーキはKD254形であった。
シキ310は三菱造船所有の私有貨車で、1964年（昭和39年）の合併で三菱重工業となった。常備駅は下祇園駅であった。1975年（昭和50年）7月28日に日本通運に売却されて沼津駅へ移動し、さらに1977年（昭和52年）3月に西浜信号場へ移動した。1987年（昭和62年）1月12日に廃車となった。